# 阿拉斯加時區
阿拉斯加時區（英語：Alaska Time Zone）是UTC-9，適用於阿拉斯加絕大部分地區〔只有最西幾個島嶼使用UTC-10〕。
和美国本土一样，阿拉斯加每年從3月第2个星期日2:00至11月第1个星期日2:00使用日光節約時，即UTC-8，縮寫為AKDT。
由于阿拉斯加时区地理上偏西情況頗大（有些地方在夏天达3个小时）且纬度较高，所以会出现很多怪现象，例如有些地方夏天午夜以后才日落，冬天中午才日出。

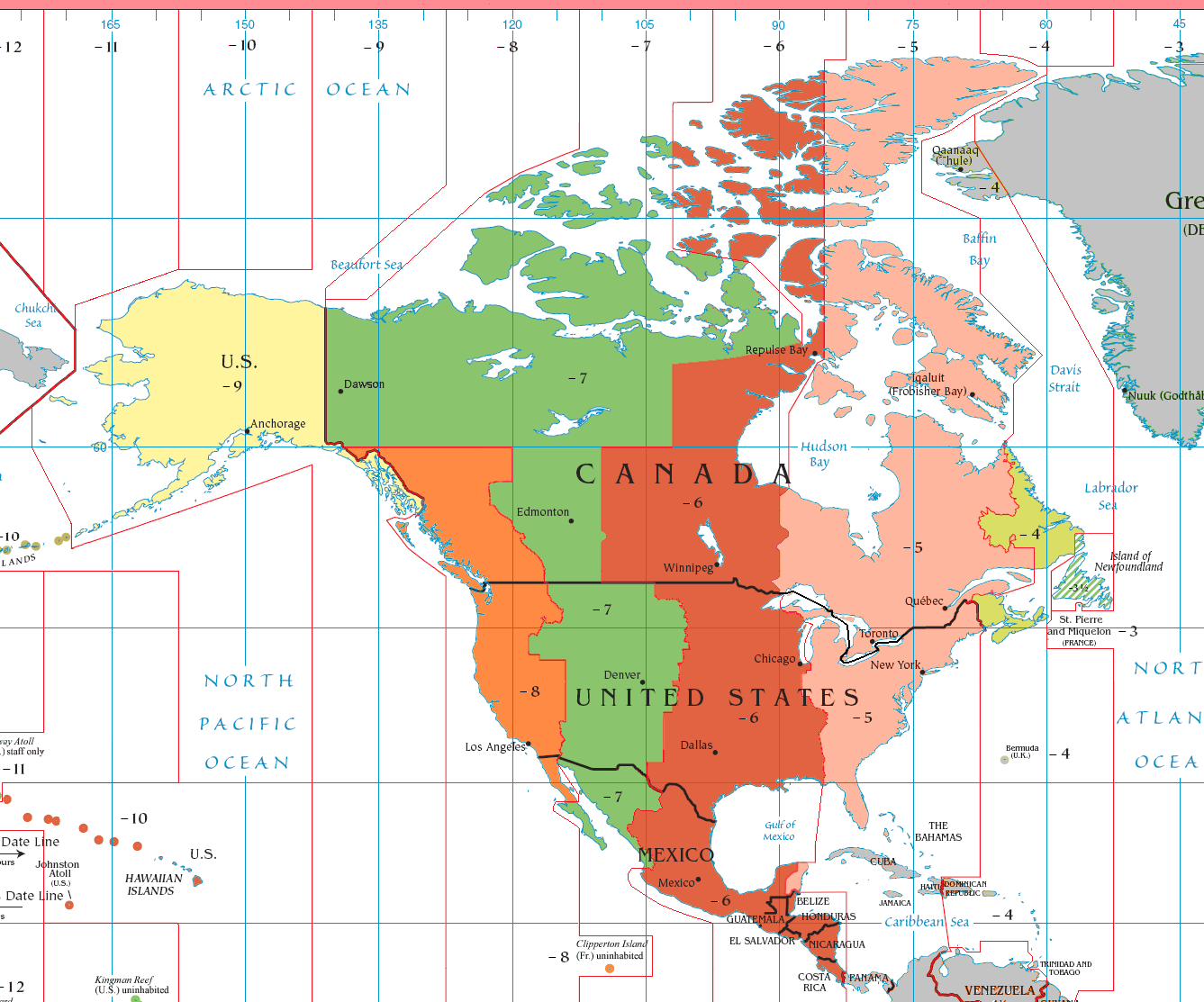
阿拉斯加絕大部分地區使用UTC-9为标准时间

## 主要都會區
- 安克拉治